# 放學後再推理
《放學後再推理》（日语：／ Hōkago wa Mystery to tomoni ?），日本作家東川篤哉的推理小說。2011年2月18日於日本出版，是鯉之窪學園偵探部系列的特別篇，台灣中文版於2012年2月15日由新雨出版社出版。2011年廣播劇化，2012年被拍成電視劇，在TBS電視台播出。

## 章節
「月刊J-novel」（實業之日本社）中不定期揭載。
《放學後再推理》
1. 霧之峰涼的屈辱
2. 霧之峰涼的逆襲
3. 霧之峰涼與看不見的毒藥
4. 霧之峰涼和X的悲劇
5. 霧之峰涼的放學後
6. 霧之峰涼的頂樓密室
7. 霧之峰涼的尖叫
8. 霧之峰涼的第二次屈辱

## 主要角色
霧之峰涼
16歲的少女，目前高二，是鯉之窪學園偵探部副社長。因為自己姓氏與空調產品相同，名字又帶有相關字詞，而飽受困擾，非常不喜歡被當作「空調」。熱愛推理，即使經常與事實相悖，但仍然勇往直前，不減她的熱情。支持廣島東洋鯉魚隊，棒球技術甚至可以勝過「吊車尾」的棒球社男生成員。
高林奈緒子
涼的同班同學，綽號小奈緒，擔任班級幹部。與涼相當要好，是她最親密的朋友。推理能力好像還不錯。
石崎浩見
學校的生物老師，有超人的推理能力，幫助涼解決疑案。
荒木田聰史
學校的不良學生，時常翹課抽菸，不過偶然卻把涼誤會當成有義氣的朋友。

## 廣播劇
NHK-FM頻率節目把此書廣播劇化並播放，共10回。
| 播出日期 - 第1回：2011年9月26日 - 第2回：2011年9月27日 - 第3回：2011年9月28日 - 第4回：2011年9月29日 - 第5回：2011年9月30日 - 第6回：2011年10月3日 - 第7回：2011年10月4日 - 第8回：2011年10月5日 - 第9回：2011年10月6日 - 第10回：2011年10月7日 | 演員 - 霧之峰涼 - 朝倉禮生 - 木下鳳華 - 喜多郎（古關安廣） - 上田耕一 - 野波麻帆 - 中原果南 - 藤本喜久子 等 |

## 電視劇
根據小說改編的電視劇於2012年4月23日開始，在TBS電視台星期一晚間24:20 - 24:59（JST）時段播出，總共十集。由川口春奈、速水茂虎道主演。

### 演員

#### 私立鯉之窪學園
- 霧之峰涼  -  川口春奈
- 石崎浩見  -  速水茂虎道
- 高林奈緒子  -  廣瀨愛麗絲
- 荒木田聰史  -  間宮祥太朗

#### 警察
- 烏山千歲  -  入山法子
- 祖師谷大藏  -  高嶋政伸

### 其他學生
- 前田智  -  一條龍之介
- 小菅仁  -  小俣一生
- 本田博明  -  佐藤宏一
- 三島裕二  -  南羽祥平
- 工藤美咲  -  房綠

#### 客串演員
第1回上 / 下
- 足立駿介（私立鯉之窪學園田徑社社員） - 永瀨匡
- 西原恭子（寵物店店員） - 井村空美
- 西原芳江（恭子的乾媽，三味線師父） - 葛拉（Sylvia Grab）
- 西原昭二（恭子的父親，西部片迷） - 田村泰二郎
- 西原繁之（恭子的丈夫，婿養子） - 須田邦裕
- 西原剛史（恭子的異母兄弟，私立鯉之窪學園樂隊隊員） - 松山譽
- 西原大輔（恭子的異母兄弟，巨人隊球迷） - 畠山紫音

第2回上 / 下
- 藤瀨正一（演藝線記者，懼怕貓） - 師師岡
- 水原真由美（「遊撃手」劇團團員） - 藤村聖子
- 三島春彥（「遊撃手」劇團團員） - 加藤慶祐
- 南尤莉娜（「遊撃手」劇團團員） - 村上友梨
- 安藤武（「遊撃手」劇團團員） - 未来彌
- 武村理恵（南尤莉娜的經紀人） - 兒玉磨利
- 植田博樹（「遊撃手」劇團服裝管理員） - 山本圭祐
- 江川清（YG保全公司派駐私立鯉之窪學園的警衛） - 中田真弘（第4回上 / 下中）

第3回上 / 下
- 門倉新之助（門倉不動産創辦人，奈緒子的遠房親戚） - 黑部進
- 門倉俊之（門倉不動産社長，新之助的兒子） - 溫水洋一
- 門倉典子（珠寶設計公司，俊之的妻子） - 齋藤陽子
- 門倉照也（俊之的兒子） - 堀井新太
- 松本弘江（門倉家的幫傭） - 新井堇

第4回上 / 下
- 宮本栞（私立鯉之窪學園3年級學生） - 紗也
- 原三輪子（私立鯉之窪學園1年級學生） - 篠原愛實
- 近藤麻美（私立鯉之窪學園1年級學生） - 宮田遙
- 山浦和也（私立鯉之窪學園學生會會長） - 久野雅弘
- 森野美沙（私立鯉之窪學園美術社社長，涼的幼時朋友） - 赤沼夢羅

第5回上 / 下
- 野田榮子（教育學程實習老師，國語教師） - 木村文乃
- 加藤美奈（私立鯉之窪學園2年級學生） - 小池里奈
- 八木廣明（教育學程實習老師，體育教師） - 井上正大
- 倉橋翼（私立鯉之窪学園足球社社員） - 齊藤秀翼
- 土屋一彦[3]（私立鯉之窪學園1年1班學生） - 佐藤和也

### 製作人員
- 原作 - 東川篤哉「放學後再推理」（實業之日本社）
- 劇本 - 泉澤陽子、鳴門真規
- 導演 - 武藤淳、大澤祐樹
- 候補導演 - 渡部篤史
- 音樂 - 遠藤浩二
- 音樂編寫 - 溝口大悟
- 音響效果 - 橋本正明
- 校歌作曲 - yukaD
- 校歌作詞 - 龜山公亮
- 小號演奏 - 園部愛子、高橋三太、鈴木翔大、山崎亞里、荒井萌華
- 視訊 - 田澤保之
- 拍攝協助 - 廣島東洋鯉魚、Orient工業
- 影像協助 - 水間工房
- 科學知識指導- 甲谷保和
- 加油團指導 - 熊谷高校應援團OB（第62代團長井瀨拓哉）
- 動作指導 - 唐澤勇夫
- 插畫 - 門脇貴浩
- 校徽設計 - 柴谷麻以
- 總製作人 - 杉山剛（Sony Music）、十二龍也
- 製作人 - 神戸明（東寶）
- 候補製作人 - 小山杏里、川口舞
- 聯絡製作人 - 杉浦美奈子
- 特別協助 - Sony Music
- 製作協助 - 東寶
- 製作 - TBS

### 主題曲
- 9nine「流星之吻」（SME Records）

### 收視率
| 第1回上                                                     | 2012年4月23日 |      | UFO殺人事件!〜X山檔案〜       | 武藤淳   | 1.3% |
| 第1回下                                                     | 2012年4月30日 | 2.0% | UFO殺人事件!〜X山檔案〜       | 武藤淳   |      |
| 第2回上                                                     | 2012年5月7日  |      | 人間消失!〜零的焦點〜         | 武藤淳   | 2.9% |
| 第2回下                                                     | 2012年5月14日 | 0.8% | 人間消失!〜零的焦點〜         | 武藤淳   |      |
| 第3回上                                                     | 2012年5月21日 |      | 毒殺的大廳!〜華麗家族的陰謀〜 | 大澤祐樹 | 1.9% |
| 第3回下                                                     | 2012年5月28日 | 1.4% | 毒殺的大廳!〜華麗家族的陰謀〜 | 大澤祐樹 |      |
| 第4回上/下                                                  | 2012年6月4日  |      | 錯誤的殺機!〜E的悲劇〜        | 武藤淳   | 1.5% |
| 第5回上                                                     | 2012年6月18日 |      | 密室殺人!〜告白〜             | 武藤淳   | 1.3% |
| 第5回下                                                     | 2012年6月25日 | 0.8% | 密室殺人!〜告白〜             | 武藤淳   |      |
| 平均收視率1.54%（收視率為關東地區，Video Research公司調查） |               |      |                               |          |      |

- 第4回上/下集一起播放，2012年6月11日停播一次。

## 外部連結
- 鯉ヶ窪学園高等部 - 作者東川篤哉網站
- 電視劇網站 （页面存档备份，存于）
  - 電視劇twitter（页面存档备份，存于）

| 日本TBS電視台 NEO電視劇系列 | 日本TBS電視台 NEO電視劇系列              | 日本TBS電視台 NEO電視劇系列 |
| --------------------------- | ---------------------------------------- | --------------------------- |
|                             | 放學後再推理 （2012.4.23 - 2012.6.25）   |                             |
| -                           | 走馬灯株式會社 （2012.7.16 - 2012.9.17） |                             |

| 日本TBS電視台 週一24:30 - 24:59時段                                                                | 日本TBS電視台 週一24:30 - 24:59時段    | 日本TBS電視台 週一24:30 - 24:59時段 |
| -------------------------------------------------------------------------------------------------- | -------------------------------------- | ----------------------------------- |
| | 放學後再推理 （2012.4.23 - 2012.6.25） |                                     |
| Coming Soon!! 23:50 - 24:50 Business Click 24:50 - 24:55 週刊EXILE 24:55 - 25:25（延後四分鐘播出） | 走馬灯株式會社                         |                                     |